# Coșava Mică
Coșava Mică este o arie protejată (sit de importanță comunitară — SCI) din România, desemnată în scopul protejării biodiversității și menținerii într-o stare de conservare favorabilă a florei spontane și faunei sălbatice, precum și a habitatelor naturale de interes comunitar aflate în arealul zonei de protecție. Aceasta se întinde pe o suprafață de 736,8 ha, integral pe uscat.

## Localizare
Centrul sitului Coșava Mică este situat la coordonatele 45°04′37″N 22°01′14″E / 45.076928°N 22.020461°E. Situl se întinde pe teritoriul administrativ al comunei Prigor din județul Caraș-Severin.

## Înființare
Situl Coșava Mică a fost declarat sit de importanță comunitară (ROSCI0332) în ianuarie 2016 pentru a proteja 1 specie de animale.

## Biodiversitate
Situată în ecoregiunea continentală, aria protejată conține 2 habitate naturale: Păduri de fag Luzulo-Fagetum, Păduri de fag dacice (Symphyto-Fagion).
La baza desemnării sitului se află o specie protejată de nevertebrate: croitorul alpin (Rosalia alpina).